# Apkvinnan
Apkvinnan (italienska: La donna scimmia) är en italiensk-fransk dramafilm från 1964 i regi av Marco Ferreri.
Filmen är inspirerad av Julia Pastranas livsöde.

## Utmärkelser
Apkvinnan vann Nastro d'argentos pris för bästa originalmanus 1965.

## Rollista i urval
- Annie Girardot - Maria
- Ugo Tognazzi - Antonio Focaccia
- Achille Majeroni - Majeroni, impressarien
- Ermelinda De Felice - syster Furgonicino
- Filippo Pompa Marcelli - Bruno
- Antonio Altoviti - professorn